# Юденич, Марина Андреевна
Мари́на Андре́евна Юде́нич (род. 8 июля 1959, Орджоникидзе, Северо-Осетинская АССР РСФСР) — российский писатель, журналист, политтехнолог.

## Биография
В 1989 году окончила с отличием Всесоюзный юридический заочный институт (ВЮЗИ) по специальности «правовед».
Вела авторские программы на радио («Молодёжный канал», радиостанция «Юность») и телевидении («Центр», «100 °C», «Nota bene» «Из первых рук», «Москва. Кремль» на 1 канале Останкино, «Просто Марина» на НТВ).
В 1988 году — секретарь Сокольнического райкома комсомола гор. Москвы.
В 1994—1996 годах — заместитель начальника информационного управления Администрации президента России, с января по май 1995 года — исполняющая обязанности руководителя пресс-службы президента России Бориса Ельцина.
С 2007 года принимала активное участие в борьбе за пересмотр дела и освобождение отбывающего тюремное заключение офицера дивизии имени Ф. Э. Дзержинского внутренних войск МВД России лейтенанта Сергея Аракчеева.
С февраля 2012 года — доверенное лицо Владимира Путина на президентских выборах 2012 года.
С 2014 года — председатель комиссии по развитию добровольческого движения, благотворительности, волонтерству и работе с IT-сообществом Общественной палаты Московской области. С 2015 года — заместитель председателя Общественной палаты Московской области.
С 2014 года — член Совета по правам человека при губернаторе Московской области.
С апреля 2017 года — колумнист русскоязычной версии сайта телеканала RT.
С 12 декабря 2017 — Председатель совета по развитию гражданского общества и правам человека при губернаторе Московской области, советник губернатора, член ОНК Московской области.

## Творчество
Автор тринадцати романов, написанных в жанре психологического детектива:
- Гость — М.: Эксим, 1998
- Сент-Женевьев-де-Буа — М.: АСТ, 1999
- Я отворил пред тобою дверь… — М.: АСТ, Эксим, 1999
- Исчадие рая — М.: АСТ, 1999
- Ящик Пандоры — М.: АСТ, 2000
- Дата моей смерти — М.: АСТ, 2000
- «Титаник» плывёт — М.: АСТ, 2001
- Стремление убивать — М.:АСТ, 2001
- Игры марионеток — М.:АСТ, 2002
- Антиквар — М.: АСТ, 2003
- Welcome to Трансильвания — М.: АСТ, 2003
- Доля ангелов — М.: АСТ, 2004
- Нефть — М.: Популярная литература, 2007